# 王之垣
王之垣（1527年—1604年），字爾式，號見峰，山東新城縣（今桓台縣新城鎮）人。明朝政治人物。

## 生平
山東鄉試第七名舉人。嘉靖四十一年（1562年）壬戌科進士。授荊州府推官。隆慶元年（1567年）二月擢任刑科給事中，升礼科右，二年二月升兵科左，三年升礼科都，四年十一月復除刑科都，五年四月升太仆寺少卿，七月升鸿胪寺左少卿，万历元年（1573年）三月升大理寺右少卿，次月升左少卿，二年四月升南京太仆寺卿，三年十月改北寺卿，四年三月升順天府府尹，五年十二月升都察院右副都御史、巡抚湖广。萬曆七年（1579年）任湖廣巡撫期間曾殺泰州學派領袖何心隱，以討好張居正。在任三年擢户部右侍郎，十一年二月升左侍郎，十二年八月託病辭官，家居二十年卒。万历三十五年朝廷賜祭葬，贈戶部尚書。著有《承天大志紀錄事實》、《歷仕錄》。

## 家族
王之垣為王貴的第五代孫。曾祖王伍；祖父王麟，曾任颍川教授 贈戶部主事；父王重光，曾任貴州布政司左參議。母劉氏（封安人）。有子王象、王象賁、王象晉。